# Chiamami
Chiamami è un singolo del duo musicale italiano Coma Cose, pubblicato il 7 ottobre 2022 come primo estratto dal terzo album in studio Un meraviglioso modo di salvarsi.

## Descrizione
Il duo ha spiegato il significato del brano:

## Promozione
I Coma Cose si sono esibiti con il brano nel corso della sesta puntata della ventiduesima edizione del talent show Amici il 23 ottobre 2022.

## Accoglienza
Gabriele Fazio dell'Agenzia Giornalistica Italia descrive il brano «molto intenso» diventando sempre più gradevole negli ascolti successivi.

## Video musicale
Il videoclip del brano, diretto da Fausto Lama, è stato pubblicato contestualmente all'uscita del singolo sul canale YouTube dei Coma Cose.

## Tracce
Testi di Fausto Zanardelli, Francesca Mesiano, musiche di Fausto Zanardelli, Fabio Dalè, Carlo Frigerio.
1. Chiamami – 3:32